# اوشتردایششترایش
اوشتردایششترایش (به آلمانی: Oesterdeichstrich) یک شهر در آلمان است که در Büsum-Wesselburen واقع شده‌است. اوشتردایششترایش ۲۷۳ نفر جمعیت دارد.